# Metridium farcimen
Metridium farcimen is een zeeanemonensoort uit de familie Metridiidae.
Metridium farcimen is voor het eerst wetenschappelijk beschreven door Tilesius in 1809.